# Invisible Kingdom
Invisible Kingdom (« Le royaume invisible ») est une série de bande dessinée de science-fiction créée par le dessinateur britannique Christian Ward et la scénariste américaine G. Willow Wilson. Ce comics est publié depuis mars 2019 par la maison d'édition américaine Dark Horse, au sein du label Berger Books.
Invisible Kingdom se situe dans un futur où l'univers est dominé par une société toute puissance, Lux, laquelle affronte une bande de rebelles menée par Grix, capitaine du vaisseau spatial Sundog

## Récompenses
- 2020 : Prix Eisner de la meilleure nouvelle série[2]

## Publications

### Publications américaines

#### Comic books
- Invisible Kingdom, Berger Books, 10 volumes, 2019-2020[3].

#### Recueils
- Invisible Kingdom, Berger Books :

1. Invisible Kingdom, oct. 2019  (ISBN 978-1-50671-227-7).
2. Edge of Everything, juin 2020  (ISBN 978-1-50671-494-3).
3. In Other Worlds, mai 2021  (ISBN 978-1-50672-151-4).

- Invisible Kingdom Library Edition, nov. 2022  (ISBN 978-1-50672-993-0) contient les 3 volumes.

### Publications françaises
- Invisible Kingdom, HiComics :
  1. Le Sentier, 14 octobre 2020  (ISBN 978-2-37887-251-9)[4].
  2. La Bordure, 19 mai 2021  (ISBN 978-2-37887-280-9)[5].
  3. Les Confins du monde, 17 novembre 2021  (ISBN 978-2-37887-158-1)[6].